# L’Oréal
L’Oréal, «Лореа́ль» — французская компания по производству парфюмерии и косметики. Штаб-квартира находится в коммуне Клиши-ла-Гаренн в пригороде Парижа. Основана в 1909 году французским химиком Эженом Шюлле.

## Собственники и руководство
Крупные пакеты акций L’Oréal принадлежали единственной дочери основателя компании Лилиан Беттанкур (33,0 %), ещё 23 % — компании Nestlé.
После смерти в сентябре 2017 года Лилиан Беттанкур её пакет акций достался внучке основателя компании Франсуазе Беттанкур Майерс. В 2019 году Франсуаза Беттанкур была признана самой богатой женщиной в мире по версии журнала Forbes, который опубликовал рейтинг самых богатых людей планеты. Являясь самой богатой представительницей женского пола, Франсуаза Беттанкур занимает в общем рейтинге 15-ю позицию. Её состояние оценивается в 49,3 млрд долларов.
Председатель совета директоров и генеральный директор компании — Жан-Поль Агон с 2011 года, в компании с 1978 года.

## Деятельность
L’Oréal производит множество популярных марок косметики, духов и средств по уходу за кожей и волосами (в том числе L’Oréal Paris, Garnier, Maybelline New York, Cacharel, Giorgio Armani Parfums and Cosmetics, Lancôme, Vichy, La-Roche-Posay и другие). Среди брендов присутствуют как представители косметики люкс (Cacharel, Urban Decay), так и аптечные марки (Vichy, La Roche Posay). Также компания представлена на рынке брендами профессиональной косметики по уходу за телом и волосами. На сентябрь 2010 года у компании было 38 заводов.
В 1987 L’Oréal и 3 Suisses основали Клуб создателей красоты, специализирующийся на дистанционных продажах косметических товаров.
Подразделения компании:
- Consumer Products (потребительские товары) — бренды NYX Professional Makeup, Maybelline, L’Oréal Paris, Essie, Elsève, Garnier и другие; оборот в 2016 году составил €11,99 млрд;
- L’Oréal Luxe — бренды Yves Saint Laurent, Black Opium, Giorgio Armani, Urban Decay, Kiehl’s, Lancôme, Shu Uemura; оборот в 2016 году составил €7,66 млрд;
- Professional Products (профессиональная косметика) — бренды Redken, Kérastase, Matrix, L’Oréal Professionnel, Decléor; оборот в 2016 году составил €3,4 млрд;
- Active Cosmetics (лечебная косметика) — бренды La Roche-Posay, Vichy, SkinCeuticals, Roger&Gallet; оборот в 2016 году составил €1,86 млрд[8].

Оборот дочерней компании The Body Shop в 2016 году составил €920 млн.
Географическое распределение деятельности:
- Западная Европа — оборот в 2016 году составил €8 млрд;
- Северная Америка — оборот в 2016 году составил €9 млрд;
- Новые рынки — оборот в 2016 году составил €10 млрд, в том числе:
  - Азиатско-Тихоокеанский регион — €5,6 млрд;
  - Латинская Америка — €1,8 млрд;
  - Восточная Европа — €1,6 млрд;
  - Африка и Ближний Восток — 765 млн[8].

L’Oréal является одним из крупнейших акционеров фармацевтической компании Sanofi, дивиденды за 2016 год составили €346 млн.
В списке крупнейших публичных компаний мира Forbes Global 2000 за 2022 год L’Oreal заняла 202-е место.

## Критика
В апреле 2011 года партнёры L’Oréal обвинили ряд бывших топ-менеджеров компании (в их числе — Линдсей Оуэн-Джонс, бывший генеральный директор компании) в коррупции и организации серых схем поставки продукции в Россию, Украину и в Белоруссию. Были поданы иски в суд, также этим делом занялась французская прокуратура. В материалах заявителей, в частности, упоминались связи L’Oréal с уже несуществующей российской компанией «Арбат Престиж».
В июне 2020 года компания на волне протестов афроамериканцев и аналогичных настроений в Европе приняла решение убрать из названий и описаний своих продуктов слова «белый», «светлый» и «осветляющий».
В марте 2025 года L’Oreal отозвали с рынка США все средства от акне Effaclar Duo, выпускаемые брендом La Roche-Posay, из-за обнаружения в одной из партий продукта следов канцерогенного бензола. Исследование проводила независимая лаборатория Valisure. Роспотребнадзор также нашел в средствах от акне Effaclar Duo+ марки La Roche-Posay следы бензола.

## Активизм
Во время российского вторжения в Украину L’Oréal Paris объединилась с рядом местных и международных некоммерческих организаций, чтобы поддержать растущее число беженцев и людей на местах в Украине с помощью пожертвования в размере €1 млн.
L’Oréal Paris также приостановила всю коммерческую деятельность в России, как розничную, так и оптовую.

## Бренды
Масс-маркет
- L’Oréal Paris
- Dark & Lovely
- Essie
- Garnier
- Magic Mask
- Maybelline
- Mixa
- Niely
- NYX Professional Makeup
- Stylenanda

Люксовая парфюмерия и косметика
- Giorgio Armani
- Atelier Cologne
- Azzaro
- Biotherm
- Cacharel
- Carita
- Diesel
- Helena Rubinstein
- IT Cosmetics
- Kiehl’s Since 1851
- Lancôme
- Maison Margiela Fragrances
- Mugler
- Prada
- Ralph Lauren Fragrances
- Shu Uemura
- Takami
- Urban Decay
- Valentino
- Viktor&Rolf
- Yue Sai
- Yves Saint Laurent

Активная косметика
- CeraVe
- Decléor
- La Roche-Posay
- SkinCeuticals
- Vichy

Профессиональные средства
- L’Oréal Professionnel Paris
- Kérastase
- Matrix
- Pulp Riot
- Pureology
- Redken